# Fairchild (Flugzeughersteller)
Fairchild in San Antonio, Texas, war ein ursprünglich US-amerikanischer Flugzeughersteller.
Der Artikel befasst sich mit dem Zweig des Unternehmens, der sich 1927 unter dem Namen Fairchild Aircraft Manufacturing Company vom Fairchild Konzern (Holding) abspaltete  und mit mehreren Umbenennungen letztlich durch die Übernahme der Dornier Luftfahrt GmbH von Daimler-Benz mit Fairchild Dornier firmierte, 1999 an ein deutsches Banken- und Unternehmens-Konsortium verkauft wurde und auf Grund der nach dem 11. September 2001 ausgelösten Luftfahrtkrise in Konkurs ging und liquidiert wurde.

## Geschichte

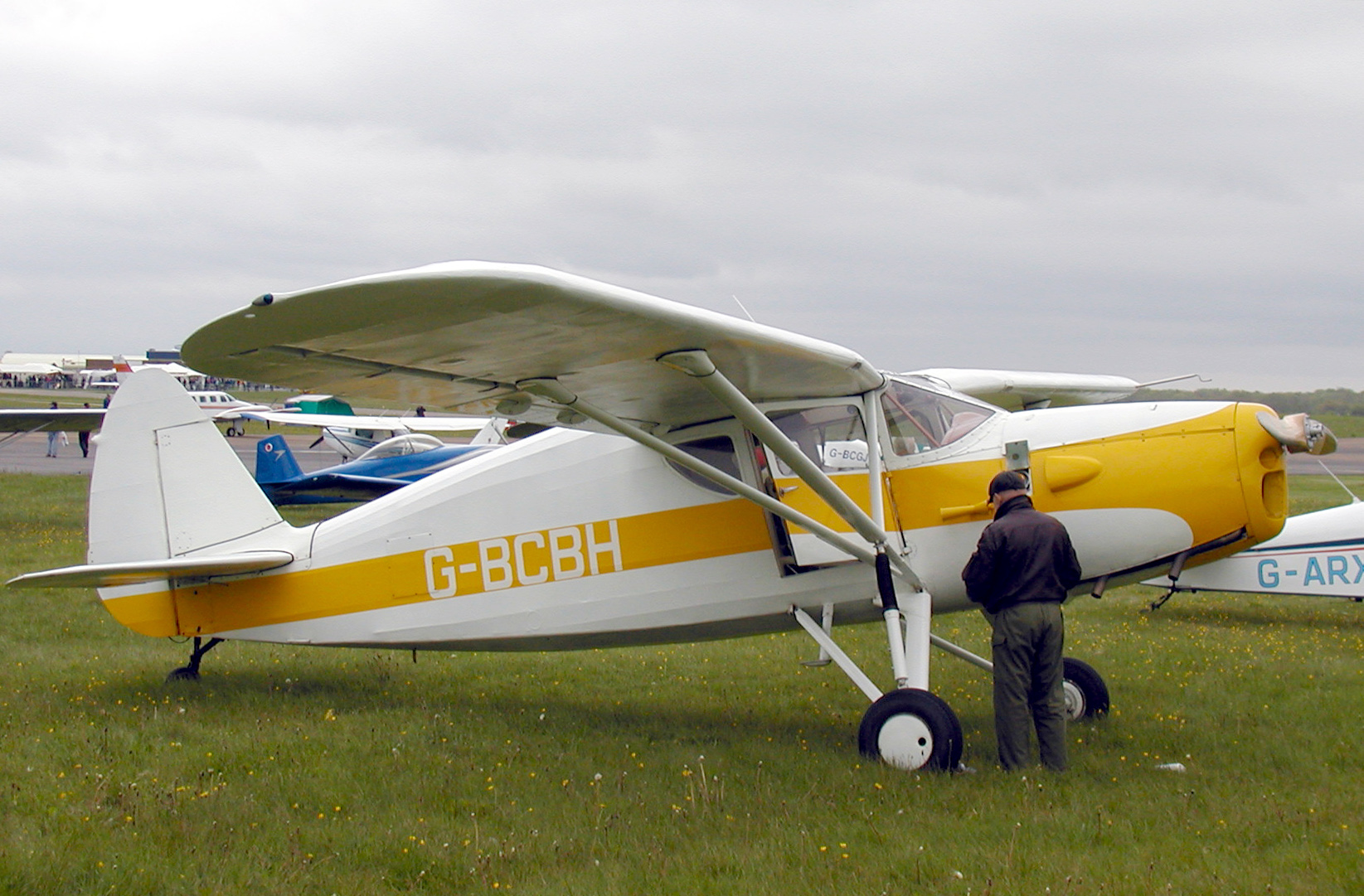
Fairchild Argus III, 1944

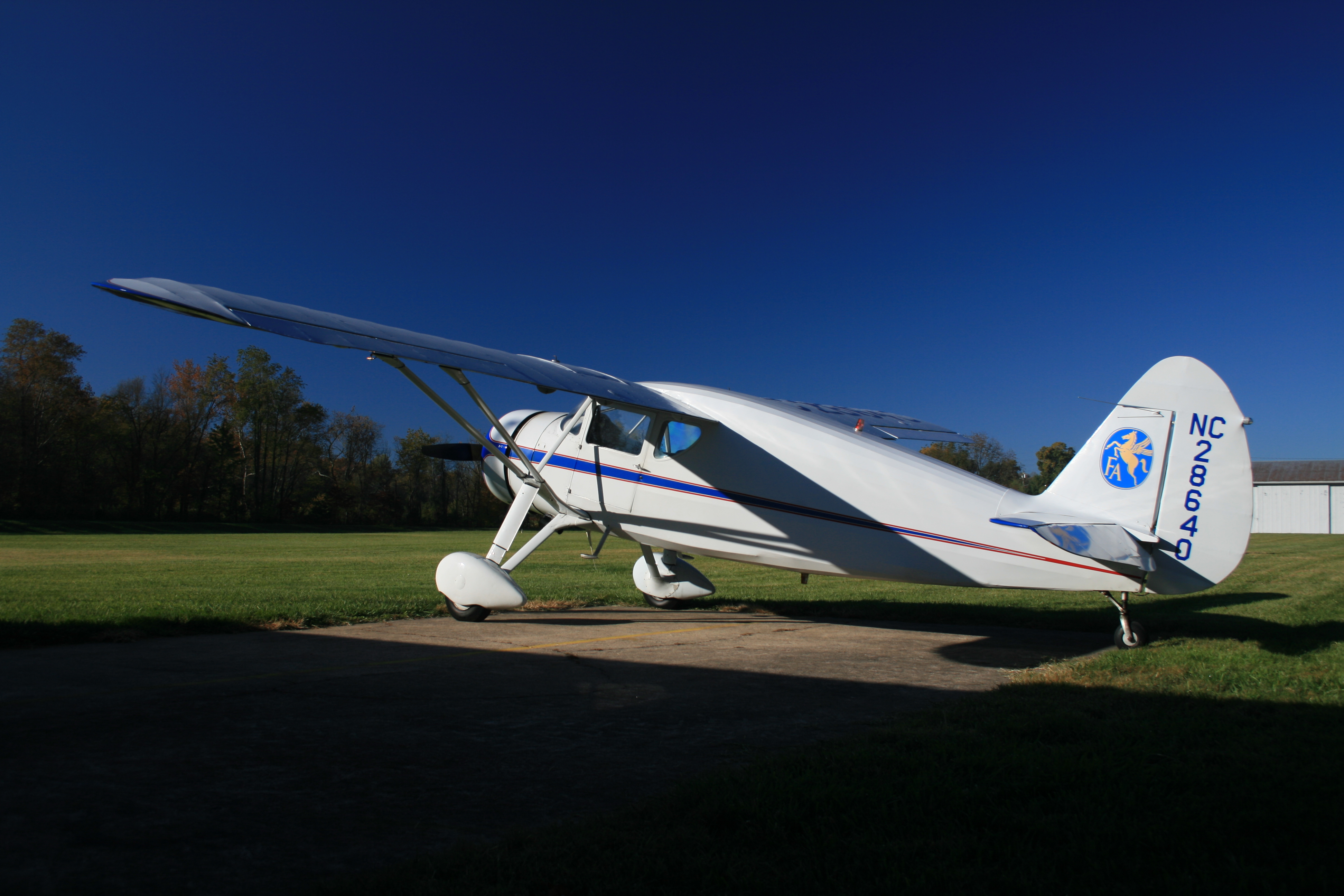
Fairchild 24, 1940

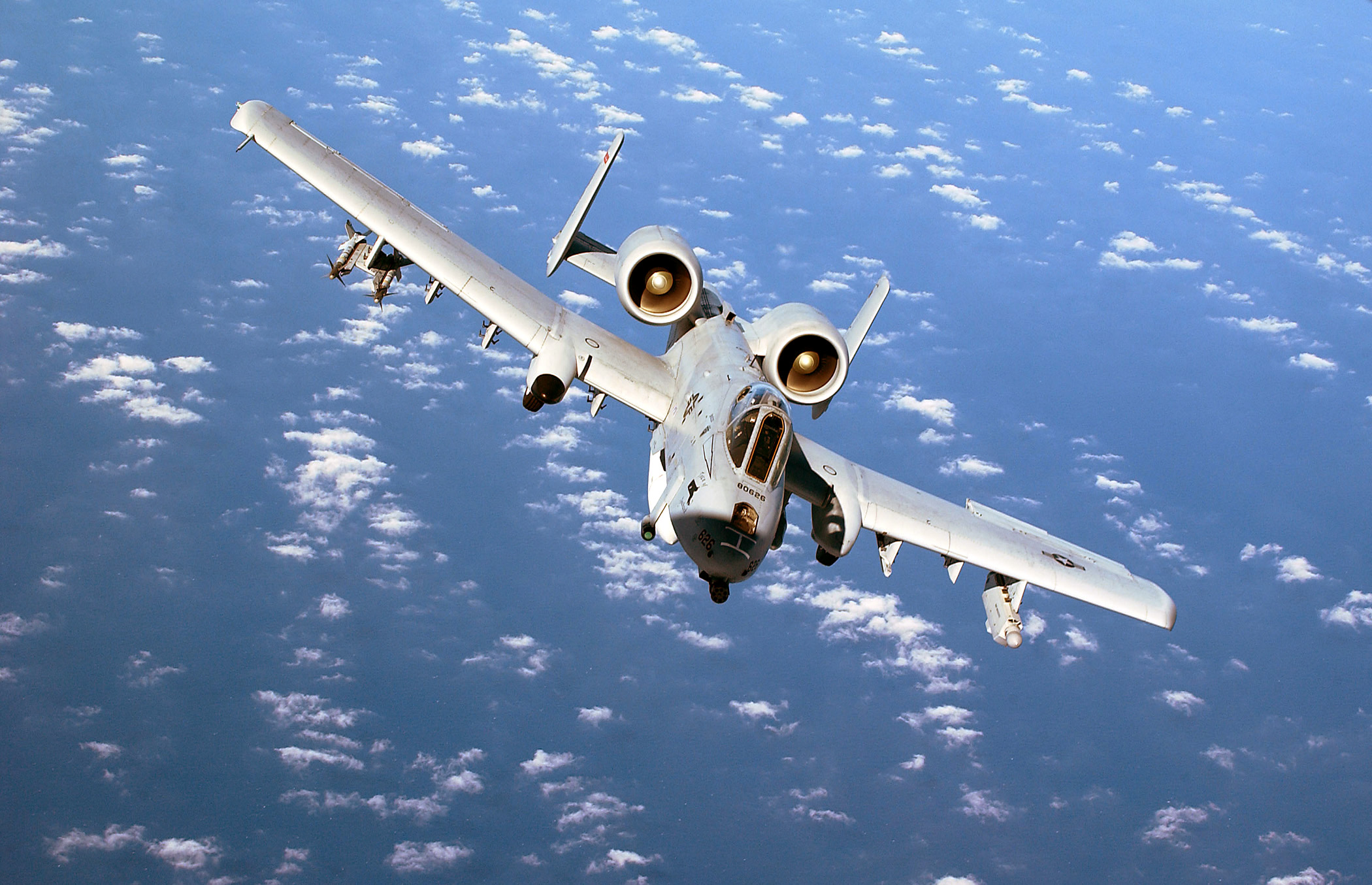
Die A-10 Thunderbolt II

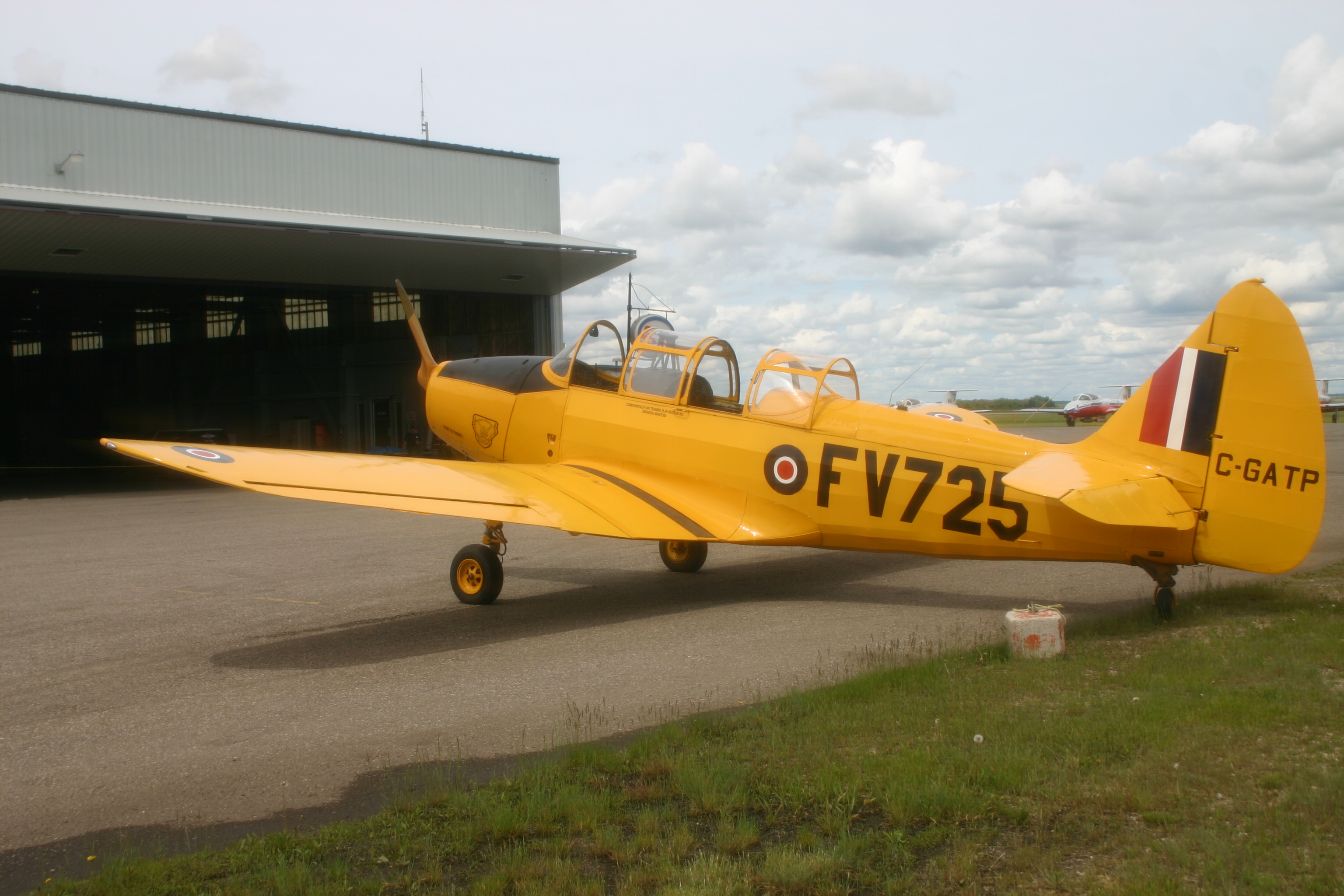
Fairchild PT-26B Cornell im Commonwealth Air Training Plan Museum, Brandon, Manitoba, 2005

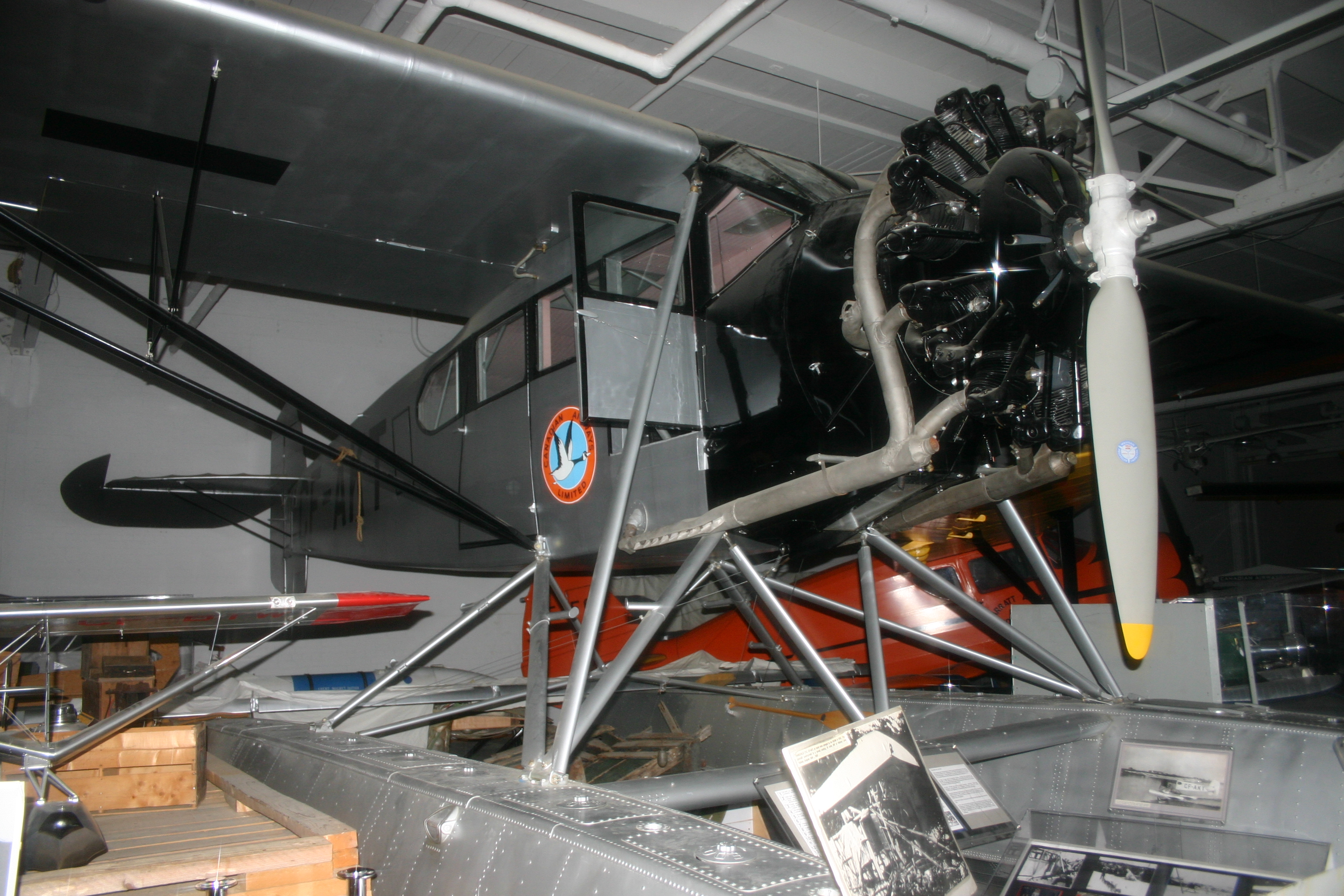
Fairchild 71 im Western Canada Aviation Museum, Winnipeg, Manitoba

Im Jahre 1925 gründete Sherman Fairchild das Unternehmen Fairchild Aviation Corporation mit Sitz in Farmingdale im Staat New York. Im Laufe der Zeit bildeten sich eine Vielzahl (über Hundert) einzelne Zweig- und Tochterunternehmen mit eigenen Geschäftsinhalten und wechselnden Eigentümern, die heute noch mit anderen Produkten unter dem Namen Fairchild eigenständig oder in Konzernen bestehen, wie z. B. die Fairchild Corporation oder Fairchild Semiconductor. Darunter war die Fairchild Aircraft Manufacturing Company, die 1927 der Holding unterstellt wurde und sich fortan dem Flugzeugbau und der Flugzeug-Entwicklung widmete. Der erste serienmäßig produzierte Flugzeugmodell des Herstellers war die ab 1927 gefertigte Fairchild FC-2. Vor und während des Zweiten Weltkriegs entwickelte und baute das Unternehmen eine Reihe von Schul- und Transportflugzeugen, u. a. auch mit einem Tochterunternehmen in Kanada.
Nach dem Krieg wurde aus dem Flugzeug Fairchild C-82 die Fairchild C-119 „Flying Boxcar“ entwickelt; von ihr wurden über 1100 Stück gebaut, von denen auch heute noch einige als Wasserbomber bei Waldbränden eingesetzt werden. Das Unternehmen baute 206 Stück Fokker F-27 in Lizenz und ebenso Hiller Helikopter FH 1100. Dabei nannte das Unternehmen sich in Fairchild Hiller um.
Nachdem Hiller die Helikopterproduktion 1973 zurückgekauft hatte, nannte sich das Unternehmen Fairchild Industries, hatte aber bereits 1965 die Republic Aviation Company erworben und landete mit der A-10 Thunderbolt II einen großen Erfolg.
Bevor das Unternehmen in Fairchild Dornier überging, hatte es 1972 die Swearingen Aircraft gekauft, baute und vertrieb in San Antonio die Fairchild Swearingen Metroliner Metro und Merlin, von denen über 1000 Stück gebaut wurden und die jahrelang die Standardflugzeuge für den regionalen und Zubringer-Luftverkehr waren.
Sowohl die C-82 wie auch die C-119 wurden in den Filmen „Der Flug des Phoenix“ (1965 bzw. 2004) eingesetzt.

## Fairchild Dornier
1996 sah Daimler-Benz im Rahmen seiner Rückbesinnung auf den Autobau und der Überführung der Dornier GmbH in die DASA in Fairchild Industries den markterfahrenen Partner für die Dornier 328. Fairchild übernahm 80 %  der Dornier Luftfahrt GmbH. Daimler-Benz blieb über die Dornier GmbH als Anteilseigner mit 20 % beteiligt. Das Unternehmen nannte sich in Fairchild Dornier mit Sitz in San Antonio, Texas (USA) um, produzierte in Oberpfaffenhofen die Dornier 328 und entwickelte den 328 Jet. Es betrieb das Geschäft der ehemaligen Dornier Reparatur Werft DRW, u. a. auch die Betreuung der UH-1D für die Bundeswehr, und hatte die in Indien gefertigte Dornier 228 im Vertriebsprogramm.
In San Antonio war der Support für die noch vielen (über 750 Stück) Metro- und Merlin-Baumuster angesiedelt.

## Verkauf
1999 wurde das Unternehmen ohne Änderung des Namens an Clayton, Dubilier & Rice, die Allianz-Tochter Capital Partners und ein deutsches Bankenkonsortium verkauft. Daimler-Benz bzw. Dornier schieden als Teilhaber aus. Das Unternehmens-/Bankenkonsortium verfolgte in der Zeit die 528-, 728- und 928-Programme, und es wurde das 728-Programm mit dem Bau von drei Prototypen begonnen.
Als Folge der Luftfahrtkrise durch die Terroranschläge am 11. September 2001 musste Fairchild Dornier 2002 Insolvenz beantragen, da beim 728-Entwicklungsprogramm die Bestellungen und Optionen wegbrachen – die Lufthansa zog ihre 60 Optionen zurück – und die Verkäufe stagnierten. Es hatten sich mehr als 3 Mrd. Euro Entwicklungskosten angehäuft. Da sich kein Käufer fand, wurde das Unternehmen liquidiert und die rentablen Teile einzeln veräußert, wobei nur noch die UH-1D-Betreuung, Challenger-CL-601-Wartung und die Airbus-Komponentenfertigung durch die Firma RUAG weiterbetrieben werden. Die 328- und 728-Programme fanden zwar noch Käufer, wurden aber später komplett eingestellt.
Die Aktivitäten in San Antonio wurden von dem Unternehmen M7 Aerospace übernommen, das wiederum 2010 im israelischen Konzern Elbit Systems aufging.
Die Sparte Luftfahrt des ehemaligen Fairchild-Konzerns sowie des Dornier-Konzerns gibt es damit nicht mehr.